# Campionato europeo rallycross 2022
La stagione 2022 del campionato europeo rallycross è stata la quarantasettesima edizione della serie continentale gestita dalla FIA; è iniziata il 21 maggio sul circuito di Nyirád a Nyirád, in Ungheria, e si è conclusa il 13 novembre sul tracciato del Nürburgring a Nürburg, in Germania.

## Riepilogo
Il campionato era costituito da 7 eventi disputatisi in altrettante differenti nazioni, di cui sei svoltisi in concomitanza con gli appuntamenti dal campionato del mondo e, come nella precedente stagione, vide la presenza della classe regina RX1 e della serie cadetta RX3.
Il titolo continentale nella categoria RX1 venne conquistato dallo svedese Anton Marklund al volante di una Hyundai i20, il quale in Portogallo sollevò il suo terzo alloro europeo in carriera con una gara di ancicipo. Anche nella classe RX3 il campionato venne vinto a una gara dal termine, sempre nell'appuntamento portoghese, e fu il belga Kobe Pauwels ad aggiudicarsi il trofeo cadetto alla guida di una Audi A1.

## Calendario
Il campionato, nella sua versione definitiva approvata a inizio luglio del 2022, prevedeva in totale sette appuntamenti da disputarsi in altrettanti differenti nazioni, di cui sei validi per la categoria RX1 e cinque per la serie RX3.
| Calendario definitivo | Calendario definitivo | Calendario definitivo                | Calendario definitivo            | Calendario definitivo                       | Calendario definitivo |
| Gara                  | Data                  | Evento                               | Circuito                         | Località                                    | Categorie             |
| --------------------- | --------------------- | ------------------------------------ | -------------------------------- | ------------------------------------------- | --------------------- |
| 1                     | 21–22 maggio          | Euro RX of Hungary                   | Nyirád Racing Center             | Nyirád, provincia di Veszprém               | RX1 RX3               |
| 2                     | 2–3 luglio            | Cooper Tires Rallycross of Sweden    | Höljesbanan                      | Höljes, Torsby, contea di Värmland          | RX1 RX3               |
| 3                     | 13–14 agosto          | Ramudden Euro RX of Norway           | Lånkebanen                       | Hell, Stjørdal, Trøndelag                   | RX1 RX3               |
| 4                     | 3–4 settembre         | Ferratum Euro RX of Rīga-Latvia      | Biķernieku Kompleksā Sporta Bāze | Riga                                        | RX1                   |
| 5                     | 17–18 settembre       | Lusorecursos Euro RX of Portugal     | Pista Automóvel de Montalegre    | Montalegre, Região Norte                    | RX1 RX3               |
| 6                     | 8–9 ottobre           | Benelux Euro RX of Spa-Francorchamps | Circuito di Spa-Francorchamps    | Francorchamps, Stavelot, provincia di Liegi | RX1                   |
| 7                     | 12–13 novembre        | Euro RX of Germany                   | Nürburgring                      | Nürburg, Renania-Palatinato                 | RX3                   |

| Eventi cancellati                    | Eventi cancellati                    | Eventi cancellati                    | Eventi cancellati | Eventi cancellati             | Eventi cancellati |
| Evento                               | Circuito                             | Località                             | Data prevista     | note                          |                   |
| ------------------------------------ | ------------------------------------ | ------------------------------------ | ----------------- | ----------------------------- | ----------------- |
| Località dell'evento non determinata | Località dell'evento non determinata | Località dell'evento non determinata | 18–19 giugno      | Cancellato a fine marzo 2021. |                   |

### Cambiamenti nel calendario rispetto alla stagione 2021
Nella sua prima versione, approvata il 15 dicembre 2021, il calendario prevedeva sette appuntamenti da dispuitarsi in altrettanti differenti località per un totale di sei gare in entrambe le categorie, con alcune novità rispetto alla stagione 2021:
- Il ritorno in calendario del Rallycross d'Ungheria, assente dalla kermesse continentale dall'edizione del 2013[4], da disputarsi come gara inaugurale dell'anno sia per la categoria RX1 che per la RX3.
- Un appuntamento da disputarsi il 18 e il 19 giugno in una località non ancora determinata.
- Il Rallycross di Barcellona e quello di Francia non vennero invece confermati per l'annata 2022.

### Cambiamenti rispetto al calendario originario
Verso la fine di marzo del 2022 venne rivisto il calendario e pubblicato con alcune piccole modifiche rispetto alla versione iniziale annunciata a metà dicembre 2021:
- Venne reinserito il rallycross di Norvegia, presente anche nel programma iniziale del 2021 ma cancellato durante l'anno a causa della pandemia di COVID-19, mentre la gara prevista inizialmente per il 18 e 19 giugno in località non definita venne definitivamente eliminata dal programma, rendendo valido l'appuntamento norvegese anche per la categoria RX1 e lasciando la serie RX3 a cinque gare.
- Il rallycross di Germania venne spostato come ultima gara della stagione (unicamente per la classe RX3) a metà novembre.

## Cambiamenti nel regolamento rispetto alla stagione 2021

### Regolamento sportivo
Rispetto alla precedente stagione, nel 2022 vennero apportate sostanziali modifiche nel regolamento sportivo, di seguito le principali:
- Ogni singola fase di gara si comporrà al massimo di cinque vetture (anziché sei) che si confronteranno su cinque giri (non più sei).
- Venne totalmente rivisto il sistema di punteggio, assegnando i punti non più nelle differenti fasi dell'appuntamento (qualificazioni, semifinali e finale) ma soltanto al termine del week-end ai primi quindici classificati nel seguente modo: 20-16-13-12-11-10-9-8-7-6-5-4-3-2-1.
- La fase di qualificazione si compone di tre batterie (non più quattro come in passato), e soltanto due negli appuntamenti che ospitano due gare. Il risultato di ogni batteria deciderà inoltre la griglia di partenza per la successiva (la prima verrà decisa come di consueto mediante sorteggio). Per ogni singola batteria varrà sempre il tempo totalizzato nella rispettiva gara e al termine delle tre batterie verrà stilata come di consueto la graduatoria intermedia come nelle passate stagioni.
- Al termine delle qualificazioni tutti i piloti si affronteranno nelle Progression Race (novità del 2022), per le quali le posizioni di partenza verranno scelte dai piloti in base alla graduatoria intermedia scaturita dalla fase precedente.
- Le fasi successive saranno le Semifinali e la Finale; alle semifinali verranno promossi un certo numero di piloti a seconda del numero di iscritti all'evento seguendo la seguente regola[7]:
  - Sino a 15 partecipanti: i migliori dieci scaturiti dalle Progression Races si affronteranno in due semifinali, dalle quali i primi due classificati e il miglior terzo accederanno alla finale.
  - Da 16 partecipanti in su: i migliori quindici scaturiti dalle Progression Races si affronteranno in tre semifinali, dalle quali soltanto i tre vincitori e i migliori due secondi classificati accederanno alla finale.

## Squadre e piloti

### Classe RX1
| Costruttore | Vettura             | Squadra                         | Pneumatici | Nº  | Pilota                | Gare    |
| ----------- | ------------------- | ------------------------------- | ---------- | --- | --------------------- | ------- |
| Audi        | Audi A1             | Karai Motorsport Sportegyesület | C          | 39  | Zoltán Koncseg        | 1       |
| Audi        | Audi S1             | Karai Motorsport Sportegyesület | C          | 73  | Támas Kárai           | 1–6     |
| Audi        | Audi S1             | EKS                             | C          | 91  | Enzo Ide              | 1–6     |
| Audi        | Audi S1             | EKS                             | C          | 13  | Andreas Bakkerud      | 2–3     |
| Audi        | Audi S1             | EKS                             | C          | 81  | Ronalds Baldiņš       | 4       |
| Audi        | Audi S1             | Team JC Raceteknik              | C          | 52  | Ole Christian Veiby   | 2       |
| Audi        | Audi S1             | Team JC Raceteknik              | C          | 69  | Sondre Evjen          | 2–4     |
| Citroën     | Citroën DS3         | Hervé Knapick                   | C          | 84  | Hervé Knapick         | 1, 5–6  |
| Citroën     | Citroën DS3         | Mario Barbosa                   | C          | 75  | Mario Barbosa         | 5       |
| Ford        | Ford Fiesta (MK6)   | Patrick O'Donovan               | C          | 4   | Patrick O'Donovan     | 1       |
| Ford        | Ford Fiesta (MK6)   | Linnemann Promotion             | C          | 33  | Ulrik Linnemann       | 1–6     |
| Ford        | Ford Fiesta (MK6)   | Oponeo                          | C          | 44  | Dariusz Topolewski    | 1–3, 5  |
| Ford        | Ford Fiesta (MK6)   | Oponeo                          | C          | 88  | Marcin Gagacki        | 1–6     |
| Ford        | Ford Fiesta (MK6)   | Nyírad Motorsport KFT           | C          | 50  | Attila Mózer          | 1–5     |
| Ford        | Ford Fiesta (MK6)   | TSK Baltijos Sportas            | C          | 55  | Paulius Pleskovas     | 2, 4, 6 |
| Ford        | Ford Fiesta (MK6)   | Betomik Racing Team             | C          | 5   | Mika Liimatainen      | 6       |
| Ford        | Ford Fiesta (MK7)   | Team Skåab                      | C          | 31  | Stefan Kristensson    | 2       |
| Ford        | Ford Fiesta (MK7)   | Frank Valle                     | C          | 67  | Frank Valle           | 2       |
| Ford        | Ford Fiesta (MK7)   | David Nordgaard                 | C          | 9   | David Nordgaard       | 3       |
| Hyundai     | Hyundai i20         | SET Promotion                   | C          | 92  | Anton Marklund        | 1–6     |
| Hyundai     | Hyundai i20         | Hedströms Motorsport            | C          | 14  | Oliver Solberg        | 2       |
| Hyundai     | Hyundai i20         | Betomik Racing Team             | C          | 35  | Fraser McConnell      | 3       |
| Hyundai     | Hyundai i20         | Betomik Racing Team             | C          | 10  | Mikko Ikonen          | 4, 6    |
| Hyundai     | Hyundai i20         | Betomik Racing Team             | C          | 18  | Juha Rytkönen         | 6       |
| Peugeot     | Peugeot 208         | #YellowSquad                    | C          | 6   | Jānis Baumanis        | 1–6     |
| Peugeot     | Peugeot 208         | Speedbox Racing Team KFT        | C          | 27  | László Kiss           | 1       |
| Peugeot     | Peugeot 208         | Nyirád Motorsport KFT           | C          | 51  | Márk Mózer            | 1       |
| Peugeot     | Peugeot 208         | Jean-Baptiste Dubourg           | C          | 87  | Jean-Baptiste Dubourg | 1–2     |
| Peugeot     | Peugeot 208         | José Oliveira                   | C          | 110 | José Oliveira         | 5       |
| Proton      | Proton Iriz         | Oliver O'Donovan                | C          | 2   | Oliver O'Donovan      | 1–2     |
| SEAT        | SEAT Ibiza          | ALL-INKL.COM Münnich Motorsport | C          | 38  | Mandie August         | 1–6     |
| SEAT        | SEAT Ibiza          | ALL-INKL.COM Münnich Motorsport | C          | 77  | René Münnich          | 1       |
| Volkswagen  | Volkswagen Polo     | KRTZ Motorsport ACCR Czech Team | C          | 11  | Aleš Fučik            | 1       |
| Volkswagen  | Volkswagen Polo     | Hedströms Motorsport            | C          | 12  | Anders Michalak       | 1       |
| Volkswagen  | Volkswagen Polo     | Hedströms Motorsport            | C          | 8   | Peter Hedström        | 6       |
| Volkswagen  | Volkswagen Polo     | Kristoffersson Motorsport       | C          | 3   | Johan Kristoffersson  | 2       |
| Volkswagen  | Volkswagen Polo     | Kristoffersson Motorsport       | C          | 26  | Gustav Bergström      | 2       |
| Volkswagen  | Volkswagen Polo     | Carexperience AB                | C          | 12  | Anders Michalak       | 2–4     |
| Volkswagen  | Volkswagen Polo     | Dan Öberg                       | C          | 17  | Dan Öberg             | 2       |
| Volkswagen  | Volkswagen Polo     | Linus Östlund                   | C          | 21  | Linus Östlund         | 2–3     |
| Volkswagen  | Volkswagen Polo R   | Sivert Svardal                  | C          | 24  | Sivert Svardal        | 1–6     |
| Volkswagen  | Volkswagen Scirocco | Tom André Sætnan                | C          | 30  | Tom André Sætnan      | 2–3, 6  |
| Fonti:      |                     |                                 |            |     |                       |         |

Legenda: 
Nº = Numero di gara.

### Classe RX3
| Costruttore | Vettura           | Squadra                           | Pneumatici | Nº  | Pilota                  | Gare      |
| ----------- | ----------------- | --------------------------------- | ---------- | --- | ----------------------- | --------- |
| Audi        | Audi A1           | Damian Litwinowicz                | C          | 6   | Damian Litwinowicz      | 1–3, 5, 7 |
| Audi        | Audi A1           | Per Magne Egebø-Svardal           | C          | 13  | Per Magne Egebø-Svardal | 1–3, 7    |
| Audi        | Audi A1           | Speedy Motorsport                 | C          | 18  | Zsolt Szíjj Jolly       | 1         |
| Audi        | Audi A1           | Volland Racing KFT                | C          | 22  | Kobe Pauwels            | 1–3, 5, 7 |
| Audi        | Audi A1           | Volland Racing KFT                | C          | 88  | Nuno Araújo             | 1–3, 5, 7 |
| Audi        | Audi A1           | Volland Racing KFT                | C          | 30  | Nils Volland            | 1–3, 5, 7 |
| Audi        | Audi A1           | Volland Racing KFT                | C          | 2   | Rytis Rutkauskas        | 7         |
| Audi        | Audi A1           | João Ribeiro                      | C          | 99  | João Ribeiro            | 1–3, 5, 7 |
| Audi        | Audi A1           | Anders Hansen                     | C          | 14  | Anders Hansen           | 2         |
| Citroën     | Citroën C2        | Jorge Machado                     | C          | 103 | Jorge Machado           | 5         |
| Ford        | Ford Fiesta (MK6) | TMC Rallysport Kft                | C          | 4   | András Ferjáncz         | 1         |
| Ford        | Ford Fiesta (MK6) | Rogerio Sousa                     | C          | 105 | Rogerio Sousa           | 5         |
| Ford        | Ford Fiesta (MK7) | Martin Kjær                       | C          | 33  | Martin Kjær             | 2, 7      |
| Ford        | Ford Ka           | OTRT                              | C          | 7   | Nick Snoeys             | 2         |
| Peugeot     | Peugeot 208       | Espen Isaksætre                   | C          | 8   | Espen Isaksætre         | 2–3, 7    |
| Peugeot     | Peugeot 208       | Tiago Ferreira                    | C          | 121 | Tiago Ferreira          | 5         |
| Peugeot     | Peugeot 208       | Antonio Sousa                     | C          | 129 | Antonio Sousa           | 5         |
| Peugeot     | Peugeot 208       | Joaquim Machado                   | C          | 146 | Joaquim Machado         | 5         |
| Renault     | Renault Twingo    | Sergio Dias                       | C          | 149 | Sergio Dias             | 1         |
| Škoda       | Škoda Citigo      | PAJR s.r.o                        | C          | 11  | Jan Černý               | 1–3, 5, 7 |
| Škoda       | Škoda Fabia II    | Zalaegerszegi Autósport Egyesület | C          | 112 | Róbert Répási           | 1         |
| Škoda       | Škoda Fabia II    | MSH RX                            | C          | 60  | Marius Solberg Hansen   | 2–3       |
| Škoda       | Škoda Fabia II    | Leonel Sampaio                    | C          | 147 | Leonel Sampaio          | 5         |
| Škoda       | Škoda Fabia II    | Jens Hvaal                        | C          | 12  | Jens Hvaal              | 7         |
| Škoda       | Škoda Fabia II    | ADAC Weser-EMS E.V.               | C          | 86  | Lukas Ney               | 7         |
| Škoda       | Škoda Fabia III   | Josef Šusta                       | C          | 61  | Jiří Šusta              | 1–3       |
| Škoda       | Škoda Fabia III   | Ligur Racing                      | C          | 10  | Janno Ligur             | 2         |
| Škoda       | Škoda Fabia III   | Guttorm Lindefjell                | C          | 169 | Guttorm Lindefjell      | 2         |
| Volkswagen  | Volkswagen Polo   | KRTZ Motorsport                   | C          | 58  | Dominik Senegacnik      | 1–2       |
| Volkswagen  | Volkswagen Polo   | KRTZ Motorsport                   | C          | 58  | Dominik Senegacnik      | 3, 5      |
| Fonti:      |                   |                                   |            |     |                         |           |

Legenda: 
Nº = Numero di gara.

## Risultati e statistiche
| Gara | Nome gara                                                       | Vincitori | Vincitori | Vincitori             | Vincitori                    | Vincitori    | Statistiche  |  |
| Gara | Nome gara                                                       | Categoria | Nº        | Pilota                | Squadra e vettura            | Tempo finale | Partecipanti |  |
| ---- | --------------------------------------------------------------- | --------- | --------- | --------------------- | ---------------------------- | ------------ | ------------ |  |
| 1    | Euro RX of Hungary (21–22 maggio)                               | RX1       | 92        | Anton Marklund        | SET Promotion (Hyundai i20)  | 3'49"748     | 20           |  |
| 1    | Euro RX of Hungary (21–22 maggio)                               | RX3       | 22        | Kobe Pauwels          | Volland Racing KFT (Audi A1) | 4'07"747     | 11           |  |
|      |                                                                 |           |           |                       |                              |              |              |  |
| 2    | Cooper Tires Rallycross of Sweden (2–3 luglio) — Resoconto      | RX1       | 92        | Anton Marklund        | SET Promotion (Hyundai i20)  | 3'41"936     | 25           |  |
| 2    | Cooper Tires Rallycross of Sweden (2–3 luglio) — Resoconto      | RX3       | 60        | Marius Solberg Hansen | MSH RX (Škoda Fabia)         | 4'01"272     | 16           |  |
|      |                                                                 |           |           |                       |                              |              |              |  |
| 3    | Ramudden Euro RX of Norway (13–14 luglio) — Resoconto           | RX1       | 13        | Andreas Bakkerud      | EKS (Audi S1)                | 3'17"675     | 18           |  |
| 3    | Ramudden Euro RX of Norway (13–14 luglio) — Resoconto           | RX3       | 22        | Kobe Pauwels          | Volland Racing KFT (Audi A1) | 3'35"378     | 11           |  |
|      |                                                                 |           |           |                       |                              |              |              |  |
| 4    | Ferratum Euro RX of Rīga-Latvia (3–4 settembre) — Resoconto     | RX1       | 69        | Sondre Evjen          | EKS (Audi S1)                | 4'34"357     | 13           |  |
|      |                                                                 |           |           |                       |                              |              |              |  |
| 5    | Lusorecursos World RX of Portugal (17–18 settembre) — Resoconto | RX1       | 91        | Enzo Ide              | EKS (Audi S1)                | 3'35"139     | 13           |  |
| 5    | Lusorecursos World RX of Portugal (17–18 settembre) — Resoconto | RX3       | 22        | Kobe Pauwels          | Volland Racing KFT (Audi A1) | 3'43"049     | 14           |  |
|      |                                                                 |           |           |                       |                              |              |              |  |
| 6    | Benelux World RX of Spa-Francorchamps (8–9 ottobre) — Resoconto | RX1       | 92        | Anton Marklund        | SET Promotion (Hyundai i20)  | 2'44"412     | 16           |  |
|      |                                                                 |           |           |                       |                              |              |              |  |
| 7    | World RX of Germany (12–13 novembre) — Resoconto                | RX3       | 22        | Kobe Pauwels          | Volland Racing KFT (Audi A1) | 3'05"268     | 12           |  |

Legenda: 
Nº = Numero di gara.

## Classifiche

### Punteggio
| Posizione finale | 1ª | 2ª | 3ª | 4ª | 5ª | 6ª | 7ª | 8ª | 9ª | 10ª | 11ª | 12ª | 13ª | 14ª | 15ª |
| Punti            | 20 | 16 | 13 | 12 | 11 | 10 | 9  | 8  | 7  | 6   | 5   | 4   | 3   | 2   | 1   |

### Classifica piloti RX1
| Pos. | Pilota                | UNG | SVE | NOR | LET | POR | BEN | Pen. | Punti |
| ---- | --------------------- | --- | --- | --- | --- | --- | --- | ---- | ----- |
| 1    | Anton Marklund        | 1   | 1   | 4   | 2   | 4   | 1   |      | 100   |
| 2    | Jānis Baumanis        | 4   | 6   | 3   | 9   | 2   | 3   |      | 71    |
| 3    | Enzo Ide              | 2   | 13  | 13  | 3   | 1   | 11  |      | 60    |
| 4    | Sivert Svardal        | 5   | 10  | 9   | 5   | 6   | 4   |      | 57    |
| 5    | Tamás Kárai           | 8   | 14  | 6   | 6   | 7   | 5   |      | 50    |
| 6    | Sondre Evjen          |     | 7   | 2   | 1   |     |     | -5   | 40    |
| 7    | Ulrik Linnemann       | 3   | 20  | 18  | 10  | 3   | 12  |      | 36    |
| 8    | Andreas Bakkerud      |     | 3   | 1   |     |     |     |      | 33    |
| 9    | Marcin Gagacki        | 11  | 12  | 14  | 8   | 5   | 15  |      | 31    |
| 10   | Mandie August         | 9   | 16  | 16  | 11  | 12  | 7   |      | 25    |
| 11   | Anders Michalak       | 7   | 9   | 10  |     |     |     |      | 22    |
| 12   | Mikko Ikonen          |     |     |     | 4   |     | 9   |      | 19    |
| 13   | Jean-Baptiste Dubourg | 14  | 2   |     |     |     |     |      | 18    |
| 14   | Juha Rytkönen         |     |     |     |     |     | 2   |      | 16    |
| 15   | Attila Mózer          | 18  | 22  | 7   | 13  | 13  |     |      | 15    |
| 16   | Johan Kristoffersson  |     | 4   |     |     |     |     |      | 12    |
| 17   | Fraser McConnell      |     |     | 5   |     |     |     |      | 11    |
| 18   | Oliver Solberg        |     | 5   |     |     |     |     |      | 11    |
| 19   | Aleš Fučik            | 6   |     |     |     |     |     |      | 10    |
| 20   | Peter Hedström        |     |     |     |     |     | 6   |      | 10    |
| 21   | Linus Östlund         |     | 11  | 11  |     |     |     |      | 10    |
| 22   | Ronalds Baldiņš       |     |     |     | 7   |     |     |      | 9     |
| 23   | Stefan Kristensson    |     | 24  |     |     |     | 8   |      | 8     |
| 24   | Mario Barbosa         |     |     |     |     | 8   |     |      | 8     |
| 25   | Ole Christian Veiby   |     | 8   |     |     |     |     |      | 8     |
| 26   | Frank Valle           |     | 21  | 8   |     |     |     |      | 8     |
| 27   | José Oliveira         |     |     |     |     | 9   |     |      | 7     |
| 28   | Dariusz Topolewski    | 20  | 23  | 15  |     | 10  |     |      | 7     |
| 29   | Hervé Knapick         | 17  |     |     |     | 11  | 14  |      | 7     |
| 30   | Mika Liimatainen      |     |     |     |     |     | 10  |      | 6     |
| 31   | Patrick O'Donovan     | 10  |     |     |     |     |     |      | 6     |
| 32   | Márk Mózer            | 12  |     |     |     |     |     |      | 4     |
| 33   | David Nordgaard       |     |     | 12  |     |     |     |      | 4     |
| 34   | László Kiss           | 13  |     |     |     |     |     |      | 3     |
| 35   | Oliver O'Donovan      | 15  | 15  |     |     |     |     |      | 2     |
| 36   | Zoltán Koncseg        | 16  |     |     |     |     |     |      | 0     |
| 37   | Tom André Saetnan     |     | 19  | 17  |     |     | 16  |      | 0     |
| 38   | Gustav Bergström      |     | 18  |     |     |     |     |      | 0     |
| 39   | René Münnich          | 19  |     |     |     |     |     |      | 0     |
| 40   | Dan Öberg             |     | 25  |     |     |     |     |      | 0     |
| 41   | Paulius Pleskovas     |     | 17  |     | 12  |     | 13  | -15  | -8    |
| Pos. | Pilota                | UNG | SVE | NOR | LET | POR | BEN | Pen. | Punti |

| Colore  | Risultato                |
| ------- | ------------------------ |
| Oro     | Vincitore                |
| Argento | 2º posto                 |
| Bronzo  | 3º posto                 |
| Verde   | Finito a punti           |
| Blu     | Finito senza punti       |
| Blu     | Non classificato (NC)    |
| Viola   | Ritirato (Rit)           |
| Nero    | Squalificato (SQ)        |
| Nero    | Escluso (ES)             |
| Bianco  | Non ha gareggiato        |
| Bianco  | Iscrizione ritirata (WD) |
| Bianco  | Non partito (NP)         |
| Bianco  | Gara cancellata (C)      |

Penalità:
- Sondre Evjen: Nel rallycross di Norvegia gli vennero dedotti 5 punti dalla classifica di campionato in quanto destinatario di due richiami ufficiali consecutivi (reprimend) da parte dei commissari[23].
- Paulius Pleskovas: Nel rallycross del Benelux gli vennero dedotti 15 punti dalla classifica di campionato in quanto ha utilizzato un terzo motore mentre il regolamento ne prevedeva soltanto due per tutto l'arco della stagione[24].

### Classifica piloti RX3
| Pos. | Pilota                  | UNG | SVE | NOR | POR | GER | Pen. | Punti |
| ---- | ----------------------- | --- | --- | --- | --- | --- | ---- | ----- |
| 1    | Kobe Pauwels            | 1   | 2   | 1   | 1   | 1   |      | 96    |
| 2    | Damian Litwinowicz      | 4   | 5   | 3   | 2   | 3   |      | 65    |
| 3    | Jan Černý               | 2   | 14  | 4   | 4   | 5   |      | 53    |
| 4    | João Ribeiro            | 3   | 3   | 6   | 5   | 11  |      | 52    |
| 5    | Nuno Araújo             | 7   | 11  | 9   | 3   | 6   |      | 44    |
| 6    | Nils Volland            |     | 10  | 2   | 6   | 7   |      | 41    |
| 7    | Dominik Senegacnik      | 8   | 7   | 10  | 9   |     |      | 30    |
| 8    | Marius Solberg Hansen   |     | 1   | 7   |     |     |      | 29    |
| 9    | Espen Isaksætre         |     | 6   | 5   |     | 10  |      | 27    |
| 10   | Jiří Šusta              | 9   | 8   | 8   |     |     |      | 23    |
| 11   | Jens Hvaal              |     |     |     |     | 2   |      | 16    |
| 12   | Martin Kjær             |     | 13  |     |     | 4   |      | 15    |
| 13   | Per Magne Egebø-Svardal | 5   | 12  | 11  |     | 8   | -15  | 13    |
| 14   | Janno Ligur             |     | 4   |     |     |     |      | 12    |
| 15   | Zsolt Szíjj Jolly       | 6   |     |     |     |     |      | 10    |
| 16   | Jorge Machado           |     |     |     | 7   |     |      | 9     |
| 17   | Joaquim Machado         |     |     |     | 8   |     |      | 8     |
| 18   | Nick Snoeys             |     | 9   |     |     |     |      | 7     |
| 19   | Rytis Rutkauskas        |     |     |     |     | 9   |      | 7     |
| 20   | Antonio Sousa           |     |     |     | 10  |     |      | 6     |
| 21   | Róbert Répási           | 10  |     |     |     |     |      | 6     |
| 22   | Sergio Dias             |     |     |     | 11  |     |      | 5     |
| 23   | András Ferjáncz         | 11  |     |     |     |     |      | 5     |
| 24   | Rogerio Sousa           |     |     |     | 12  |     |      | 4     |
| 25   | Lukas Ney               |     |     |     |     | 12  |      | 4     |
| 26   | Tiago Ferreira          |     |     |     | 13  |     |      | 3     |
| 27   | Leonel Sampaio          |     |     |     | 14  |     |      | 2     |
| 28   | Anders Hansen           |     | 15  |     |     |     |      | 1     |
| 29   | Guttorm Lindefjell      |     | 16  |     |     |     |      | 0     |
| Pos. | Pilota                  | UNG | SVE | NOR | POR | GER | Pen. | Punti |

| Colore  | Risultato                |
| ------- | ------------------------ |
| Oro     | Vincitore                |
| Argento | 2º posto                 |
| Bronzo  | 3º posto                 |
| Verde   | Finito a punti           |
| Blu     | Finito senza punti       |
| Blu     | Non classificato (NC)    |
| Viola   | Ritirato (Rit)           |
| Nero    | Squalificato (SQ)        |
| Nero    | Escluso (ES)             |
| Bianco  | Non ha gareggiato        |
| Bianco  | Iscrizione ritirata (WD) |
| Bianco  | Non partito (NP)         |
| Bianco  | Gara cancellata (C)      |

Penalità:
- Per Magne Egebø-Svardal: Nel rallycross di Norvegia gli vennero dedotti 15 punti dalla classifica di campionato in quanto ha montato un terzo motore mentre il regolamento ne consentiva soltanto due da utilizzarsi nell'arco di tutta la stagione[25].